# Římskokatolická farnost Hajnice
Římskokatolická farnost Hajnice je územním společenstvím římských katolíků v rámci trutnovského vikariátu královéhradecké diecéze.

## O farnosti

### Historie
Již v roce 1260 je v Hajnici doložena kaple, kterou později nahradil dřevěný kostel. V roce 1736 byla v místě zřízena lokálie. Z té byla v roce 1751 vytvořena samostatná farnost. Prvofarářem se zde stal R.D. Georg Klugar, který do Hajnice přišel z postu zámeckého kaplana v Náchodě. Starý dřevěný kostel byl nahrazen zděnou barokní novostavbou, která se však stavěla poměrně dlouhou dobu mezi lety 1754–1827. Nicméně v srpnu 1764 byla již hotová část vysvěcena a v kostele se začaly sloužit bohoslužby. Ve 20. století přestal být do farnosti ustanovován sídelní duchovní správce. 

### Současnost
Farnost je spravována ex currendo z farnosti Hořičky v sousedním náchodském vikariátu.
| Kostel              | Místo          | Bohoslužba              | Bohoslužba             | Poznámka     |
| ------------------- | -------------- | ----------------------- | ---------------------- | ------------ |
| Kostel sv. Mikuláše | Hajnice        | 1. a 3. neděle v měsíci | 13.00                  | farní kostel |
| Kaple               | Mravenčí Domky | neslouží se pravidelně  | neslouží se pravidelně | obecní kaple |
| Kaple               | Střítež        | neslouží se pravidelně  | neslouží se pravidelně | obecní kaple |
| Kaple               | Studenec       | neslouží se pravidelně  | neslouží se pravidelně | obecní kaple |